# Винцентини, Ксения Максимилиановна
Ксения Максимилиановна Винцентини  (29 августа 1907, Кишинёв, Бессарабская губерния — 28 октября 1991, Москва) — советский хирург, доктор медицинских наук, профессор, заслуженный врач РСФСР.

## Биография
Родилась Ксения Максимилиановна Винцентини в Кишинёве в семье дорожного инженера Максимилиана Николаевича Винцентини, потомка выходцев из Италии. Дед Ксении Николай Викентьевич Винцентини был виноделом.
Из Гомеля семья Винцентини переехала в город Осиповичи, а затем в Ромны, где и началось обучение Ксении Максимилиановны. Первым местом её образования стала женская гимназия в Ромнах, её старший брат Юрий Максимилианович уже обучался там же в реальном училище. 
В начале 1920-х годов они перебрались в Одессу.
В 1922 году Юрий и Ксения были направлены в один класс Одесской строительной профшколы № 1. Здесь они познакомились с будущим учёным, конструктором ракетно-космических систем и будущим мужем Ксении — Сергеем Павловичем Королёвым.
Летом 1923 года, между первым и вторым курсами школы, в течение полутора месяцев Ксения работала на строительстве железнодорожной линии Выгода — Днестр, куда её, Юрия и их одноклассников устроил отец Ксении — Максимилиан Николаевич, руководивший этим строительством. Там ученики жили в немецкой колонии Карлсталь (Долина Карла). Студенты увидели шествие мышей, бежавших из Одессы к Днестру из-за голода. В такое время всех жителей призывали сидеть дома и не выходить на улицу.
В 16 лет, в 1923 году Ксения Максимилиановна поступила на химический факультет Одесского химико-фармацевтического института. После окончания первого курса она перешла на первый курс лечебно-профилактического факультета Харьковского медицинского института (в 1925 году Винцентини переехали в Харьков).
По окончании мединститута, в 1930 году по распределению её направили в Городскую больницу Алчевска. Из-за эпидемии брюшного тифа и дизентерии была назначена на должность районного жилищно-коммунального врача местной санитарной станции. Затем стала заведующей этой станцией. Когда эпидемия брюшного тифа и дизентерии в Донбассе стала угрожающей, её назначили членом чрезвычайной «тройки» Народного комиссариата здравоохранения СССР по борьбе с инфекцией.
В 1931 году Ксения Максимилиановна была командирована в Москву, а 6 августа этого же года вышла замуж за Сергея Павловича Королёва. Из-за окончания командировки Ксения должна была вернуться в Алчевск, но в 1932 году её муж добился перевода супруги в Москву, куда Ксения переехала на постоянное место жительства.
10 апреля 1935 года у  Ксении Максимилиановны и  Сергея Павловича родилась дочь — Наталия.
27 июня 1938 года С. П. Королёв был арестован по обвинению во вредительстве. Ксения и семья Королёва делали всё, что могли, для его спасения. Они стали бороться за пересмотр дела, прибегали к помощи известнейших лётчиков — С. В. Гризодубова и М. М. Громова. Несмотря на их усилия, Королёв был осуждён.
Супруге было очень тяжело содержать всю семью. Она ходила на три работы. Руководство Городской клинической больницы им. С. П. Боткина, где работала Ксения Максимилиановна, в лице профессора М. О. Фридланда — заведующего кафедрой травматологии и ортопедии Центрального института усовершенствования врачей, действовавшего на базе Боткинской больницы, и главного врача больницы Бориса Абрамовича Шимелиовича решили ей помочь, предложив подать заявление о зачислении на должность ассистента кафедры.
В своей книге Наталия Королёва вспоминает, что мать не сразу согласилась, потому что она считала, что её не примут, так как она жена арестанта. Но к её удивлению, она была принята на должность ассистента кафедры без кандидатской степени, но с условием, что она подготовит и защитит диссертацию.
Закончив подготовку научной работы и защитив диссертацию, Ксения Максимилиановна стала оперирующим хирургом. В частности, она оперировала ногу раненого Зиновия Гердта и лётчика Георгия   Мосолова, получившего тяжёлые травмы во время очередного испытания.
26 августа 1949 года было совершено расторжение её брака с Сергеем Королёвым. Длительное отсутствие супруга, а после его освобождения командировка конструктора в Германию, где Ксения Максимилиановна без работы и друзей чувствовала себя одиноко, пошатнули их отношения.

Могила Е. С. Щетинкова
и К. М. Винцентини

12 февраля 1952 года Ксения Максимилиановна снова вышла замуж. Её избранником оказался Евгений Сергеевич Щетинков, являвшийся коллегой и соратником Королёва по Государственному институту реактивного движения. Умер её муж в 1976 году.
В общей сложности  Ксения Максимилиановна проработала врачом-хирургом 60 лет, более 40 из них — у операционного стола. До конца своей жизни она получала благодарственные письма от своих пациентов.
Умерла она 28 октября 1991 года и была похоронена на Армянском кладбище в Москве в родственном захоронении, в котором погребены второй муж Ксении Максимилиановны профессор Евгений Щетинков, а также её родители и родители Сергея Королёва.

## Награды
Винцентини  была отмечена государственными наградами, в том числе почётным званием «Заслуженный врач РСФСР».

## Заслуги
Цитата из книги «Отец» Наталии Королёвой:

Теперь, помимо трёх служб, предстояло ещё заниматься научной работой. М. О. Фридланд предложил ей тему: «Спирт-новокаиновая блокада как метод борьбы с мышечной ретракцией при переломах длинных трубчатых костей». Экспериментальную часть диссертации мама выполняла по ночам на лягушках, морских свинках и кроликах. Имея уже большой опыт работы практического врача-хирурга, много оперируя на органах брюшной полости и костях, она сама была не в состоянии зарезать лягушку. Приходилось, несмотря на дефицит денег, нанимать санитарку, оплачивая её «труд», иначе завершить работу оказалось бы невозможно. Когда экспериментальная часть диссертации была закончена, разработанная методика начала применяться в клинике у больных с переломами длинных трубчатых костей, а затем и рёбер. В дальнейшем она нашла широкое применение при лечении раненых во время Великой Отечественной войны.

## Семья
Мать — Софья Фёдоровна Трофимова; отец — Максимилиан Николаевич Винцентини; дед по отцу — Николай Викентьевич Винцентини; мужья — Сергей Павлович Королёв (1931—1949) и Евгений Сергеевич Щетинков (1949—1976).